# Flosshilda albigera
Flosshilda albigera is een halfvleugelig insect uit de familie Aphrophoridae. De wetenschappelijke naam van deze soort is voor het eerst geldig gepubliceerd in 1866 door Stål.